# L'apprendista stregone (ballata)
L'apprendista stregone (in tedesco Der Zauberlehrling) è una ballata composta nel 1797 da Wolfgang Goethe, ispirata a un episodio del Φιλοψευδής (Philopseudḗs, ovvero "l'amante del falso") di Luciano di Samosata.
Dall'opera letteraria, il compositore francese Paul Dukas ricavò l'impianto del suo poema sinfonico L'apprendista stregone. Alla storia si sono ispirate diverse opere successive, la più famosa delle quali è un episodio del film d'animazione Disney Fantasia (1940) con protagonista Topolino.
La ballata di Goethe racconta di uno stregone che si assenta dal suo studio, raccomandando al giovane apprendista di fare le pulizie. Quest'ultimo si serve di un incantesimo del maestro per dare vita a una scopa affinché compia il lavoro al posto suo. La scopa continua a rovesciare acqua sul pavimento, come le è stato ordinato, fino ad allagare le stanze: quando si rende conto di non conoscere la parola magica per porre fine all'incantesimo, l'apprendista spezza la scopa in due con l'accetta, col solo risultato di raddoppiarla, perché entrambi i tronconi della scopa continuano il lavoro. Solo il ritorno del maestro stregone rimedierà al disastro.
La morale della ballata è chiara: meglio non cominciare qualcosa che non si sa come finire.
L'espressione è diventata proverbiale anche in italiano. Nel lessico letterario e giornalistico, l'apprendista stregone è una persona irresponsabile che applica metodi o tecniche che non è in grado di padroneggiare, col rischio di provocare danni irreversibili per tutta la collettività. La figura dell'apprendista stregone si può inoltre considerare anticipatrice di quella dello scienziato pazzo, personaggio tipo della narrativa e del cinema popolare nel Novecento.

## Opere derivate
- Dall'opera letteraria di Goethe il compositore francese Paul Dukas ricavò, esattamente un secolo dopo dalla sua pubblicazione, l'impianto del suo poema sinfonico L'apprendista stregone.
- L'apprendista stregone, episodio del film Fantasia (1940) con protagonista Topolino, è a sua volta ispirato alla ballata di Goethe con l'accompagnamento della musica di Dukas.
- L'apprendista stregone è anche una canzone scritta da Giorgio Faletti e interpretata da Angelo Branduardi nell'album Camminando camminando.
- Il film fantastico L'Apprendista Stregone, di Jon Turteltaub del 2010 (con Nicolas Cage), riprende l'episodio di Fantasia.
- Der Zauberlehrling è il titolo del decimo Étude pour Piano -secondo libro- (1988-94), dedicato a Pierre-Laurent Aimard, di György Ligeti.
- "Lettera Aperta a un Apprendista Stregone" è un libro scritto nel 1998 da Aldo Carotenuto dedicato agli studenti di Psicologia, con particolare riferimento ai futuri psicoterapeuti e psicoanalisti.
- Karl Marx nel Manifesto del Partito Comunista  utilizzò la metafora dell'"Apprendista Stregone" che non sa più dominare gli spiriti che ha evocato riferendola alla borghesia. Egli infatti riteneva che la borghesia avesse creato un sistema di produzione così imponente da non riuscire più a controllarlo e da cadere così periodicamente nelle crisi di sovrapproduzione già studiate da Malthus.
- Nella quarta stagione di C'era una volta è richiamata la figura dell'apprendista stregone, interpretato da Timothy Webber da adulto e da Graham Verchere da giovane.